# Eotetranychus hirtus
Eotetranychus hirtus är en spindeldjursart som beskrevs av Tseng 1990. Eotetranychus hirtus ingår i släktet Eotetranychus och familjen Tetranychidae. Inga underarter finns listade i Catalogue of Life.